# Jan Gomoliński (zm. ok. 1574)
Jan Gomoliński (Gomolnicki) herbu Jelita (zm. ok. 1574) – kasztelan spycimierski w latach 1558–1573, pisarz ziemski sieradzki w latach 1543–1558.
Studiował na Akademii Krakowskiej w 1542 roku.
Poseł na sejm warszawski 1556/1557 roku, sejm warszawski 1563/1564 roku, sejm piotrkowski 1565 roku z województwa sieradzkiego.